# Sian Thomas
Sian Thomas (20 de septiembre de 1953) es una actriz británica.
Sian pasó parte de su niñez viviendo en Canadá. Ella es hermana de la también actriz Sarah-Mair Thomas. Ya en su juventud, estudió en  Central School of Speech and Drama.
Ha aparecido tanto en obras de teatro como en televisión y en películas. En 1993, interpretó a Miss Nelly en la serie de televisión española clásica Celia. En 1997 compartió escenarios con Maggie Smith en la obra de teatro A Delicate Balance.
En el 2006, interpretó a Madame Gaillard, la dueña del orfanato, en  El perfume: historia de un asesino.
En el 2007, apareció en  Harry Potter y la Orden del Fénix interpretando a  Amelia Bones, la jefa del Departamento de Aplicación de las Leyes Mágicas y Preside el Consejo de Brujos. En 2009, repitió su papel en  Harry Potter y el misterio del príncipe, así como en el 2010 y 2011 con Harry Potter y las Reliquias de la Muerte: parte 1 y Harry Potter y las Reliquias de la Muerte: parte 2, pero, esta vez, como una Amelia Bones ya fallecida. En 2018 participó en el rodaje de La directora de orquesta de Maria Peters.
En la actualidad es parte del elenco de Spring Awakening en Londres.

## Trayectoria en teatro
- Passion Play, 2013
- Hamlet, 2004
- Macbeth, 2004
- A Taste of Words, 2004
- The Price, 2002
- House, 2000,
- King Lear, 1999
- Sleep with Me, 1999
- Richard III, 1999
- A Delicate Balance, 1997
- Kinder Transport, 1996
- The Way of the World, 1995
- The Winter Guest, 1995
- The Mountain Giants, 1993
- Uncle Vanya, 1991
- The Illusion, 1989
- The Misanthrope, 1988
- Country Mania, 1988
- The Wandering Jew, 1987
- Too True to Be Good, 1986
- Happy End, 1986
- The Taming of the Shrew, 1986
- The Orphan, 1985
- The Taming of the Shrew, 1985
- Funny Peculiar, 1979
- Ten Times Table, 1979
- Summit Conference, 1979
- An Empty Desk, 1979

- Datos: Q457996